# Möllen (Voerde)

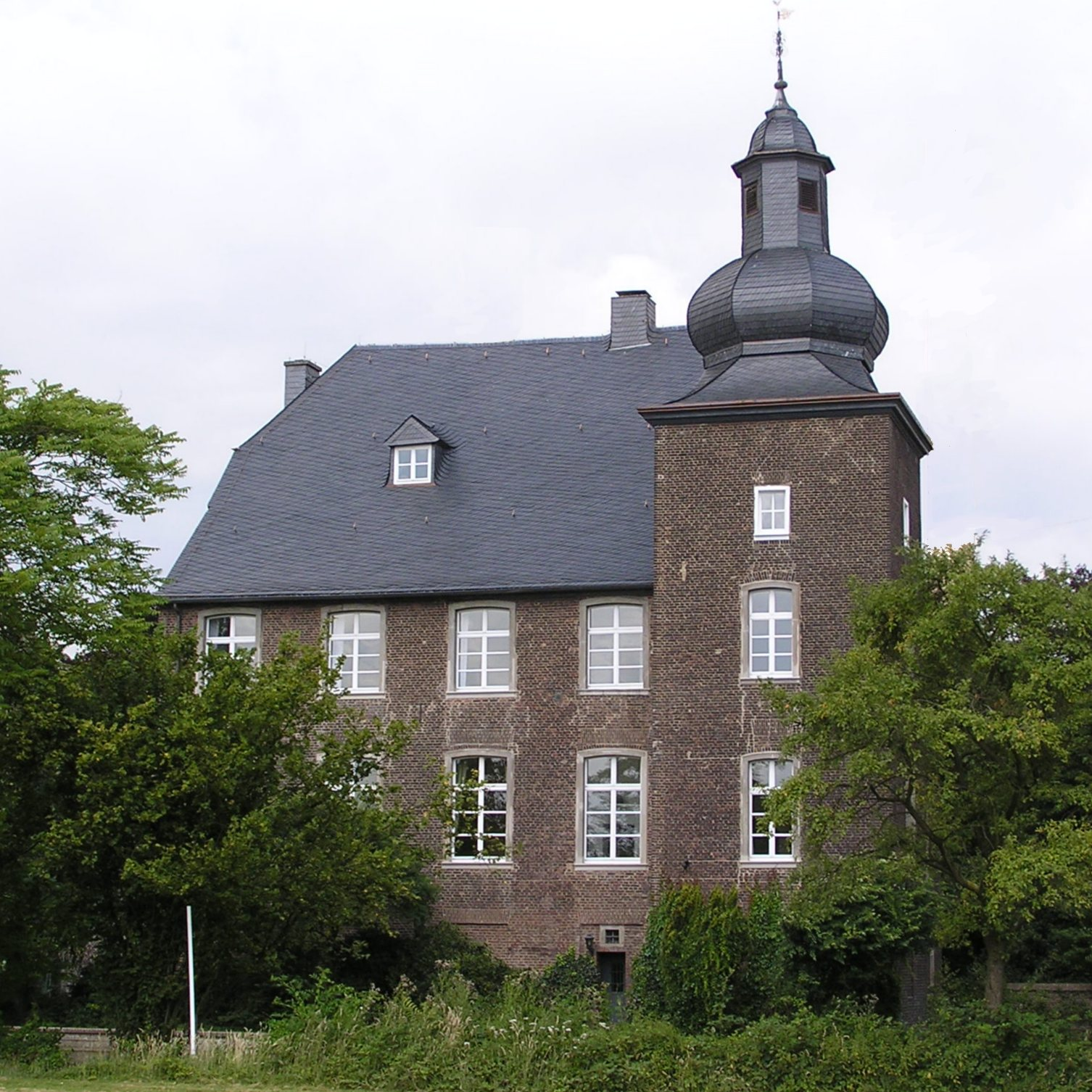
Haus Wohnung

Möllen ist der südlichste Ortsteil der Stadt Voerde (Niederrhein) im Kreis Wesel, Nordrhein-Westfalen und zählt 2.656 Einwohner (Stand Dezember 2024).

## Lage
Durch den Wohnungswald wird Möllen von Dinslaken-Eppinghoven und -Bruch getrennt. Im Norden liegen die Stadt Voerde und im Westen Götterswickerhamm. Am Ortsrand fließt der Rhein. Zwischen Hünxe und Möllen liegt der Tenderingssee. Am Tenderingssee gibt es ein Strandbad und eine Kiesgrube.
Markantes Wahrzeichen von Möllen ist das Kraftwerk Voerde. Ein weiteres Wahrzeichen ist das im Besitz der Steag-AG befindliche alte Wasserschloss „Haus Wohnung“.

## Geschichte
Die Wasserburg Haus Wohnung entstand im 14. Jahrhundert. Die ehemalige Schule wurde 1911 eingeweiht. 1912 ging der Bahnhof Möllen (Niederrhein) an der Walsumbahn in Betrieb. Die evangelische Kirche entstand zwischen 1960 und 1965 und die katholische Kirche St. Barbara im Jahre 1963.

## Sonstiges
- Im Ort gibt es eine katholische und eine evangelische Kindertagesstätte.
- In Möllen befindet sich eine Bücherei, die vom Förderverein Bücherei Möllen e. V. 1995 geleitet wird.
- Die Regenbogenschule im Ort ist eine Gemeinschaftsgrundschule. Außerdem gibt es eine Sonderschule.
- Die DLRG Ortsgruppe Dinslaken e.V. unterhält eine Rheinrettungsstation in Möllen. Sie befindet sich direkt neben dem Kraftwerk Voerde.